# Léo Figueiró
Leonardo Figueiró Alves (Rio de Janeiro, 11 de março de 1975), ou simplesmente Léo Figueiró, é um ex-jogador e treinador de basquetebol brasileiro. Atualmente é técnico do Vasco.

## Carreira como treinador

### Início em Rio Claro
Léo Figueiró começou sua carreira dirigindo as categorias de base do Rio Claro, onde conquistou o prêmio de melhor técnico sub-19 em 2015. Sua primeira experiência na categoria adulta foi como assistente técnico da equipe feminina do ACBD/Rio Claro, time comandado pelo técnico Marcio Pimenta. Após essa experiência, se tornou assistente técnico da equipe masculina, onde trabalhou com nomes renomados do basquete, como Chuí e Dedé Barbosa.

### Contagem e Caxias
Em 2016–17, teve sua primeira experiência como técnico principal na equipe do Contagem Towers, quando disputou a Liga Ouro. Na ocasião, a equipe mineira terminou a fase de classificação em segundo lugar, mas foi eliminada na semifinal. Em seguida, recebeu o convite de Rodrigo Barbosa para ser assistente do Caxias do Sul Basquete, na histórica campanha que levou o time gaúcho às quartas de final NBB 10. O resultado abriu as portas para que surgisse o convite para assumir o Botafogo na temporada seguinte.

### Botafogo
No NBB 11, o Botafogo de Figueiró foi a grande sensação do torneio. Ao fim de 2018, chegou à semifinal da recém-criada Copa Super 8. Na temporada regular, terminou na 6ª colocação e chegou até a semifinal do NBB após eliminar o São José e o Pinheiros, nas oitavas e nas quartas, respectivamente, caindo apenas para o Flamengo, que viria a ser o campeão. Graças à campanha, Léo Figueiró foi agraciado com o Troféu Ary Vidal, prêmio dado desde a primeira edição do NBB ao melhor treinador da temporada.
Após o quarto lugar no NBB, o time foi campeão da Liga Sul-Americana, primeiro título internacional do alvinegro.

### Bauru
Em agosto de 2020, Léo Figueiró foi anunciado oficialmente como treinador do Bauru Basket para a temporada 2020-21. Comandando o dragão, o técnico chegou até as quartas de final do campeonato, quando viu sua equipe eliminada para o Paulistano por 2 a 1 na série melhor de 3. 

### Corinthians
Léo Figueiró continuou estabelecido em território paulista para a temporada 2021-22 do NBB, mas, dessa vez, comandando a equipe do Corinthians, após a saída de Demétrius Ferraciú. Na equipe alvinegra ficou como técnico por duas temporadas, chegando duas vezes às oitavas de final e sendo eliminado pelo Pinheiros em 2021-2022 e Unifacisa em 2022-2023 , ambas por 2 a 0 na série melhor de 3;

### Vasco da Gama
Na temporada 2023-23 do NBB, Léo Figueiró foi convidado para retornar à sua terra natal, o Rio de Janeiro, para assumir o comando técnico da equipe do R10 Score Vasco da Gama. O treinador, anunciado em junho de 2023, teve a missão de reformular toda a equipe do Vasco, uma vez que o time havia acabado de retornar ao principal campeonato de basquete do Brasil, após 4 anos de ausência .

## Seleção Brasileira
Em agosto de 2019, Léo Figueiró comandou a Seleção Brasileira Sub-21 durante o Sul-Americano da categoria e conquistou o bicampeonato continental com 100% de aproveitamento. Em novembro, o treinador foi anunciado como auxiliar da Seleção Brasileira principal.

## Títulos

### Como Treinador
Botafogo
- Liga Sul-Americana de Basquete: 2019

Seleção Brasileira Sub-21
- Campeonato Sul-Americano Sub-21: 2019

## Prêmios Individuais
Rio Claro
- Melhor técnico do Campeonato Paulista Sub-19: 2015

Botafogo
- Troféu Ary Vidal - Treinador do Ano: 2018–19